# Fernando Fadeuille
Fernando Fadeuille es un exfutbolista uruguayo nacido el 10 de mayo de 1974 en Rivera, su último cuadro fue el Montevideo Wanderers, posee la doble nacionalidad, uruguaya y la francesa. Actualmente ejerce como Coordinador de Divisiones Formativas, en Defensor Sporting Club

## Clubes[2]
- Defensor Sporting: 1996 - 2000 / 2006 - 2007
- Wanderers: 2001 - 2002
- Apollon Limassol: 2004 - 2005
- Peñarol: 2005- 2006
- Liverpool FC: 2006
- Millonarios 2007 - 2007
- Wanderers: 2008 - 2009